# Pehlitz
Pehlitz ist eine Wohnlage der brandenburgischen Gemeinde Chorin, Ortsteil Brodowin, und gehört zum Amt Britz-Chorin-Oderberg. Pehlitz liegt am Südufer des Parsteinsees etwa 15 km nordöstlich von Eberswalde und 10 km südlich von Angermünde. In der Nähe des Ortes befindet sich ein Campingplatz auf der Halbinsel Pehlitzwerder. Der Pehlitzsee grenzt unmittelbar südlich an den Ort.

## Geschichte
Pehlitz hat bereits 1258 existiert, der Ort ist in der Gründungsurkunde des Klosters Mariensee der Markgrafen Johann I. und Otto III. aus dem Jahre 1258 benannt. Die slawische Siedlung hieß damals Palitz und ist 1335 als Pelyz verzeichnet. Das Brandenburgische Namenbuch übersetzt die slawische Ortsbezeichnung mit Ort, wo Stöcke, Knüppel sind – benannt möglicherweise nach dem gleichnamigen See: See mit Stöcken, Knüppeln am Ufer, aus der altpolabischen Grundform Palica zu pal- = Stock, Knüppel.

### Kloster Mariensee auf dem Pehlitzwerder

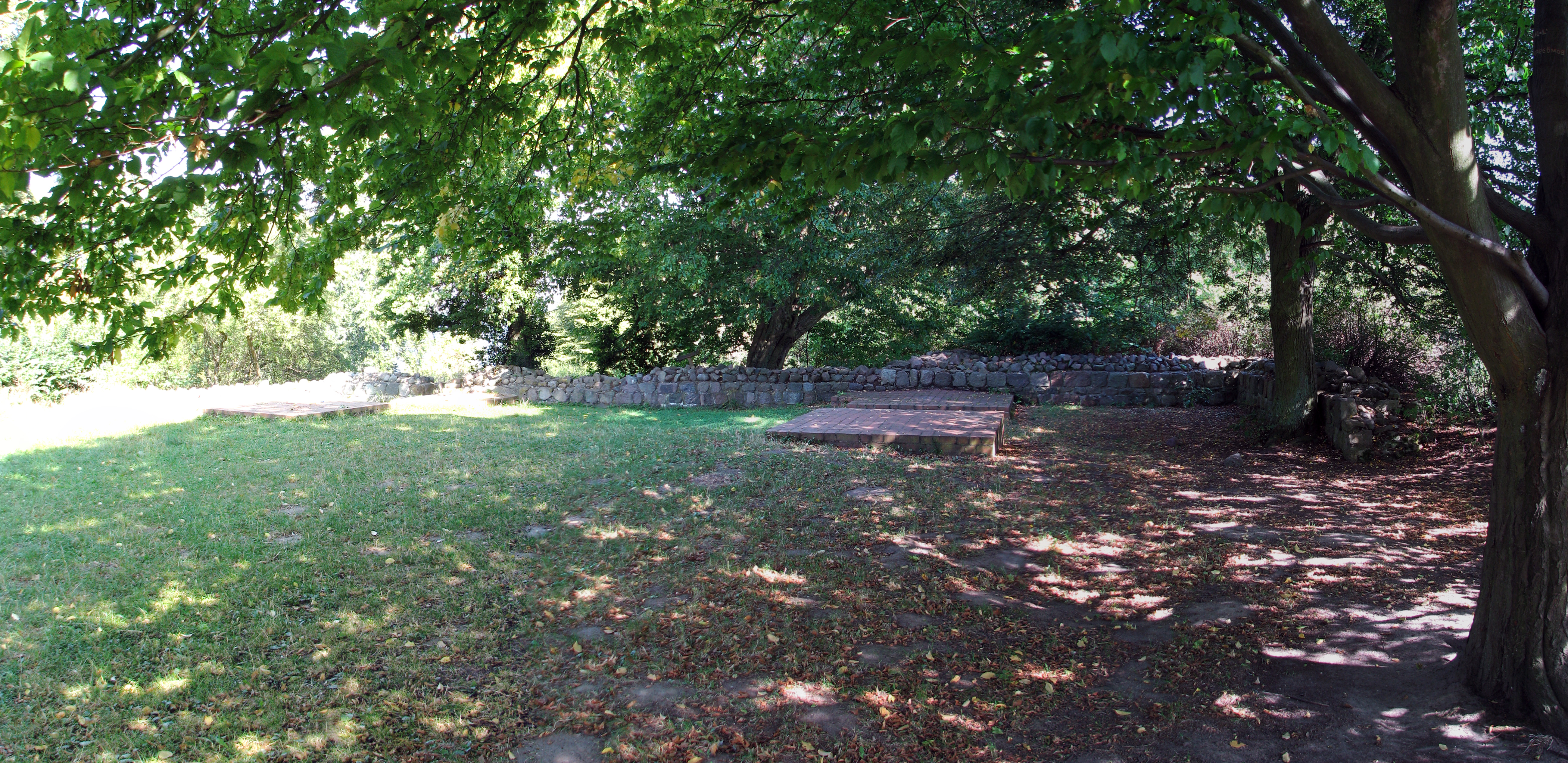
Vom Klosterbau Mariensee sind nur noch wenige Mauerreste erhalten

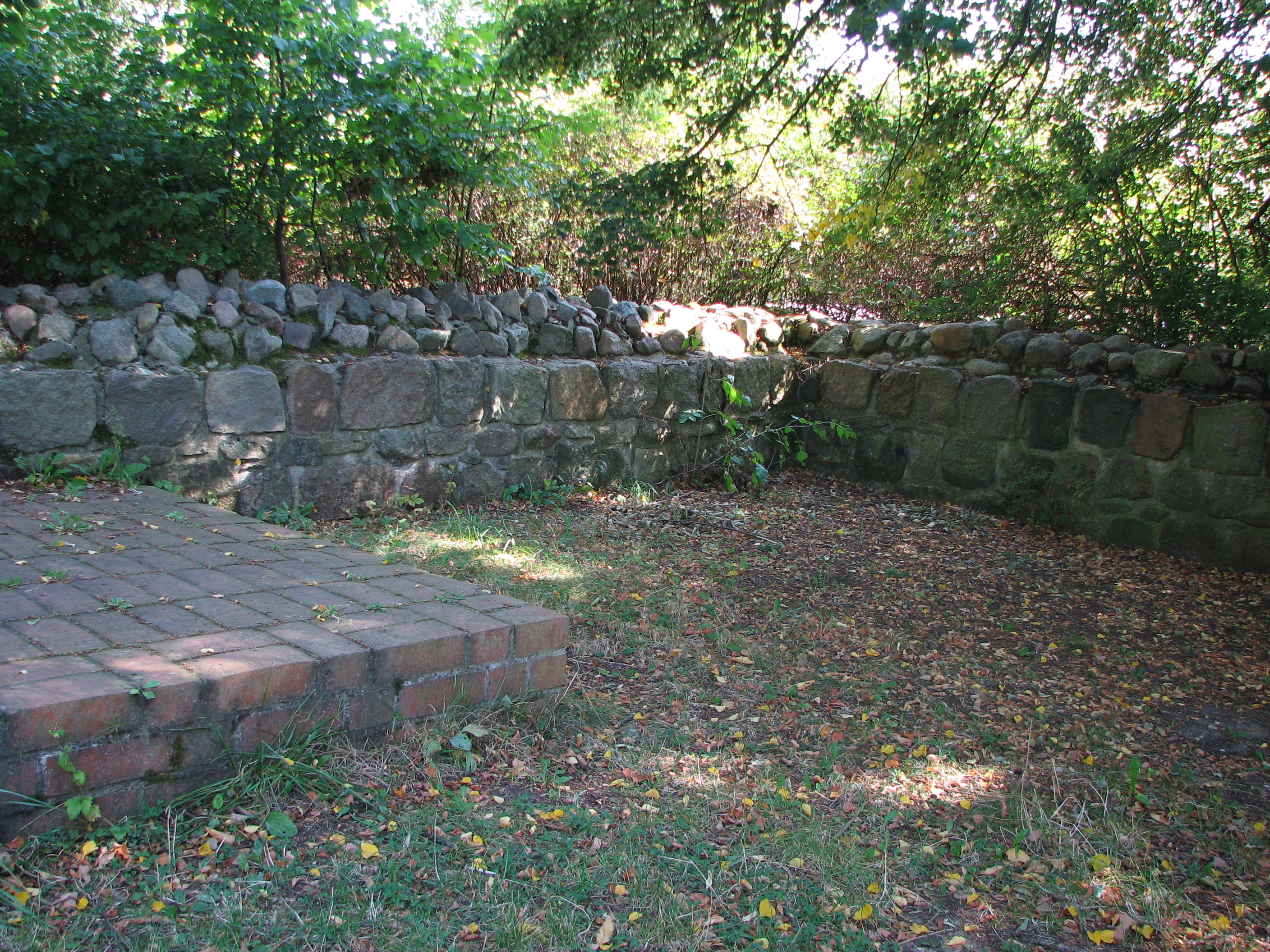
Reste der Grundmauer der geplanten Klosterkirche

Das im Spätmittelalter einflussreiche Kloster wurde 1258 auf einer ehemaligen Insel, der heutigen Halbinsel Pehlitzwerder, im Parsteiner See gegründet. Es trug anfangs in Anlehnung an seine Schutzheilige den Namen Mariensee und war eine Filiation des 1180 von Otto I. in der Zauche begründeten Klosters Lehnin.
Stifter des Klosters waren die Enkel Ottos I., die gemeinsam regierenden Markgrafen Johann I. und Otto III. Hintergrund der Stiftung waren die Erbregelungen, die zur Aufteilung der Mark Brandenburg in die Johanneische und Ottonische Linie führten. Da die traditionelle askanische Grablege Kloster Lehnin bei der ottonischen Linie verblieb, war die Gründung eines neuen Klosters notwendig.
Über die Wahl der ungünstigen Insellage zur Errichtung des Klosters gibt es heute nur Vermutungen, diese Entscheidung widersprach den damals üblichen Gepflogenheiten einer Klostergründung. Das Vorhandensein einer slawischen Burg auf dem Pehlitzwerder und der Ersatz dieser durch ein askanisches Kloster wird als „politische Entscheidung“ vermutet, darüber gibt es aber keine gesicherten Überlieferungen.
Da sich die Insellage für die wirtschaftlichen und landwirtschaftlichen Ambitionen der Zisterzienser zunehmend als hinderlich herausstellte und da sie zudem ein Ansteigen des Wasserspiegels befürchteten, verlegten die Mönche das Kloster laut Urkunde von 1273 noch vor seiner Fertigstellung um rund acht Kilometer nach Südwesten an den ehemaligen Choriner See, den heutigen Amtssee. Der Beschluss zur Verlegung erfolgte noch unter Mitwirkung Johanns I. in dessen Todesjahr 1266. Die Kirche Mariensee war soweit hergestellt, dass der Stifter hier bestattet werden konnte.

### Nach Abzug der Mönche
Pehlitz ist seit 1937 Ortsteil von Brodowin.

## Sehenswürdigkeiten

### Naturdenkmäler
- Eiche auf dem Pehlitzwerder mit einem Brusthöhenumfang von 7,71 m (2016).[6]
- Winterlinde auf dem Pehlitzwerder mit abnehmendem Umfang (BHU 1994: 7,50 m ; BHU 2018: 6,76 m). Sie ist der älteste Baum auf der Halbinsel und zeigt einen knorrigen und skurrilen Wuchs.[7][8]